# Epicedia wrayi
Epicedia wrayi is een keversoort uit de familie van de boktorren (Cerambycidae). De wetenschappelijke naam van de soort werd in 1887 gepubliceerd door Charles Owen Waterhouse.